# قلعة تبة (أيل تيمور)
قلعة تبة (بالفارسية: قلغه‌تپه) هي قرية تقع في إيران في أذربيجان الغربية. يقدر عدد سكانها بـ 284 نسمة بحسب إحصاء 2016.